# Spesa corrente
La spesa corrente, nel bilancio dello Stato, è la componente di spesa pubblica che rappresenta la spesa complessiva dell'annualità in corso. 

## Componenti
La spesa corrente è costituita da:
- Redditi da lavoro dipendente (spesa per gli stipendi del personale della pubblica amministrazione);
- Consumi intermedi (spesa per beni o servizi);
- Prestazioni sociali:
  - Pensioni;
  - Altre prestazioni sociali;
- Altre spese correnti;
- Interessi passivi (spesa per interessi sul debito pubblico).

## Definizioni correlate
La spesa corrente al netto della spesa per interessi è denominata spesa corrente primaria.
La spesa corrente e la spesa in conto capitale costituiscono le due categorie in cui si articola la spesa pubblica. Compongono la spesa in conto capitale le spese per gli investimenti fissi lordi e per i contributi agli investimenti.

## Dimensione delle componenti
La maggiore componente della spesa è data dalle pensioni. La seconda componente è data dall'insieme degli stipendi della publica amministrazione (sia centrale che locale).